# Quantenrepeater
Ein Quantenrepeater (oft auch: „quantum repeater“) ist wichtiger Baustein für Quantenkommunikation über große Distanzen. Wie beim (klassischen) Repeater in der digitalen Kommunikationstechnik werden zwischen Sender und Empfänger Repeater eingesetzt. Das Konzept des Quantenrepeaters wurde 1998 von Hans-Jürgen Briegel, Wolfgang Dür, Juan Ignacio Cirac und Peter Zoller eingeführt.
Da aber im Gegensatz zu klassischen Signalen bei einem quantenmechanischen Zustand das Verstärken oder Kopieren des Signals nicht möglich ist (No-Cloning-Prinzip), beruht der Quantenrepeater auf Quantenverschränkung, dem Prinzip des entanglement swapping (etwa: Verschränkungs-Austausch, vgl. Skizze) und der Verschränkungsdestillation (oder -reinigung, vgl. Skizze).

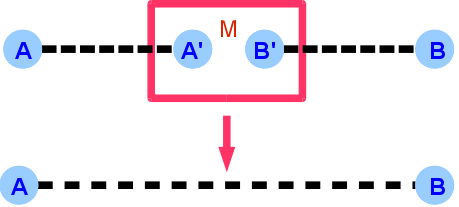
Prinzip des Entanglement Swapping

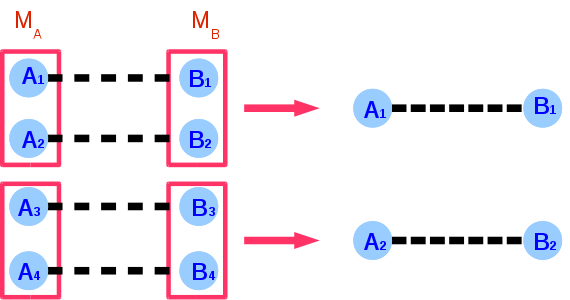
Prinzip der Verschränkungsreinigung

Zwischen den Stationen von Sender Alice und dem Empfänger Bob befinden sich eine Reihe von Repeaterstationen {\displaystyle R_{1},R_{2},\dots ,R_{n}}, die jeweils klassische und quantenmechanische Signale empfangen, speichern, und senden können. Das Speichern von quantenmechanischen Zuständen erfolgt in einem Quantenspeicher. Für das Quantenrepeater-Protokoll werden zunächst Zustände in Quantenspeichern benachbarter Repeaterstationen verschränkt. Jetzt teilt jede der inneren Repeaterstationen {\displaystyle R_{2},\dots ,R_{n-1}} mindestens zwei verschränkte Zustände, einen mit jedem Nachbarn. Solch ein Paar verschränkter Zustände ermöglicht das entanglement swapping zur Erzeugung von Verschränkung zwischen Zuständen der Nachbarstationen. Durch entanglement swapping an jeder Station wird Verschränkung zwischen der ersten und der letzten Repeaterstation erzeugt, welche dann die verlustfreie Übertragung von Quantenzuständen via Quantenteleportation von Alice zu Bob ermöglicht. Mögliche Fehler der Verschränkungserzeugung und des entanglement swapping können durch die Erzeugung redundanter verschränkter Paare und Verschränkungsdestillation aufgefangen werden.
Unter geeigneten Bedingungen ermöglicht der Quantenrepeater trotz mit der Entfernung exponentiell wachsender Verluste die Kommunikation mit nur polynomial zunehmenden Ressourcen (d. h. Dauer, Zahl der Stationen, Zahl der benötigten Qubits und Messungen). Der Quantenrepeater stellt eine spezielle Form der Quantenfehlerkorrektur dar. Seit dem Vorschlag des ersten Repeaterprotokolls hat es eine Vielzahl von Varianten, Verbesserungen und Implementationsvorschlägen gegeben, in denen es insbesondere darum ging, die Anforderungen bezüglich der Zahl der in der Repeaterstationen gleichzeitig zu speichernden Qubits und der Qualität der dafür nötigen Quantenspeicher zu reduzieren. Obwohl alle einzelnen Schritte, die für einen Quantenrepeater benötigt werden, schon experimentell gezeigt werden konnten ist es bis jetzt nicht gelungen einen kompletten Quantenrepeater zu verwirklichen.